# Iwan Zot´ko
Iwan Wiaczesławowycz Zot´ko, ukr. Іван Вячеславович Зотько (ur. 9 lipca 1996 w Cudnowie, w obwodzie żytomierskim, Ukraina) – ukraiński piłkarz, grający na pozycji obrońcy.

## Kariera piłkarska

### Kariera klubowa
Wychowanek Szkoły Sportowej w Cudnowie oraz klubu Metalist Charków, barwy którego bronił w juniorskich mistrzostwach Ukrainy (DJuFL). 1 sierpnia 2012 rozpoczął karierę piłkarską w drużynie juniorskiej Metalista, a 6 grudnia 2015 debiutował w podstawowym składzie klubu. Latem 2016 po rozformowaniu klubu został piłkarzem Valencii CF, jednak występował w drugiej drużynie klubu. 10 stycznia 2018 przeszedł do Elche CF. 10 stycznia 2019 został wypożyczony do Lleida Esportiu. 15 sierpnia 2019 przeszedł do Olimpiku Donieck.

### Kariera reprezentacyjna
Występował w juniorskiej reprezentacji U-19. W 2016 został powołany do młodzieżowej reprezentacji Ukrainy.